# Albani Torv Station
Albani Torv Station er en letbanestation på Odense Letbane, beliggende på Torvegade ved Albani Torv i Odense. Stationen åbnede sammen med letbanen 28. maj 2022.
Torvegade blev spærret for biltrafik i 2017 i forlængelse af arbejdet med at omdanne den tilstødende Thomas B. Thriges Gade til en ny bydel med husbyggeri og et underjordisk parkeringsanlæg. Letbanen forløber derfor her mellem en blanding af nye og ældre bygninger. Stationen ligger ved den eksisterende bebyggelse på den østlige side af torvet og består af to spor med hver sin sideliggende perron.
På den østlige side af stationen ligger den katolske Sankt Albani Kirke og flere betonbyggerier men med et kvarter af gamle gader bagved. I området vest for stationen ligger Odenses gågadekvarter, Odense Rådhus og domkirken Sankt Knuds Kirke.

## Galleri
- Albani Torv Station med Sankt Albani Kirke i baggrunden.

Albani Torv
| Foregående station     |  | Odense Letbane                       |  | Efterfølgende station        |
| ---------------------- |  | ------------------------------------ |  | ---------------------------- |
| ODEON mod Tarup Center |  | Tarup Center - Hjallese fra maj 2022 |  | Benedikts Plads mod Hjallese |